# Juhan Kartau

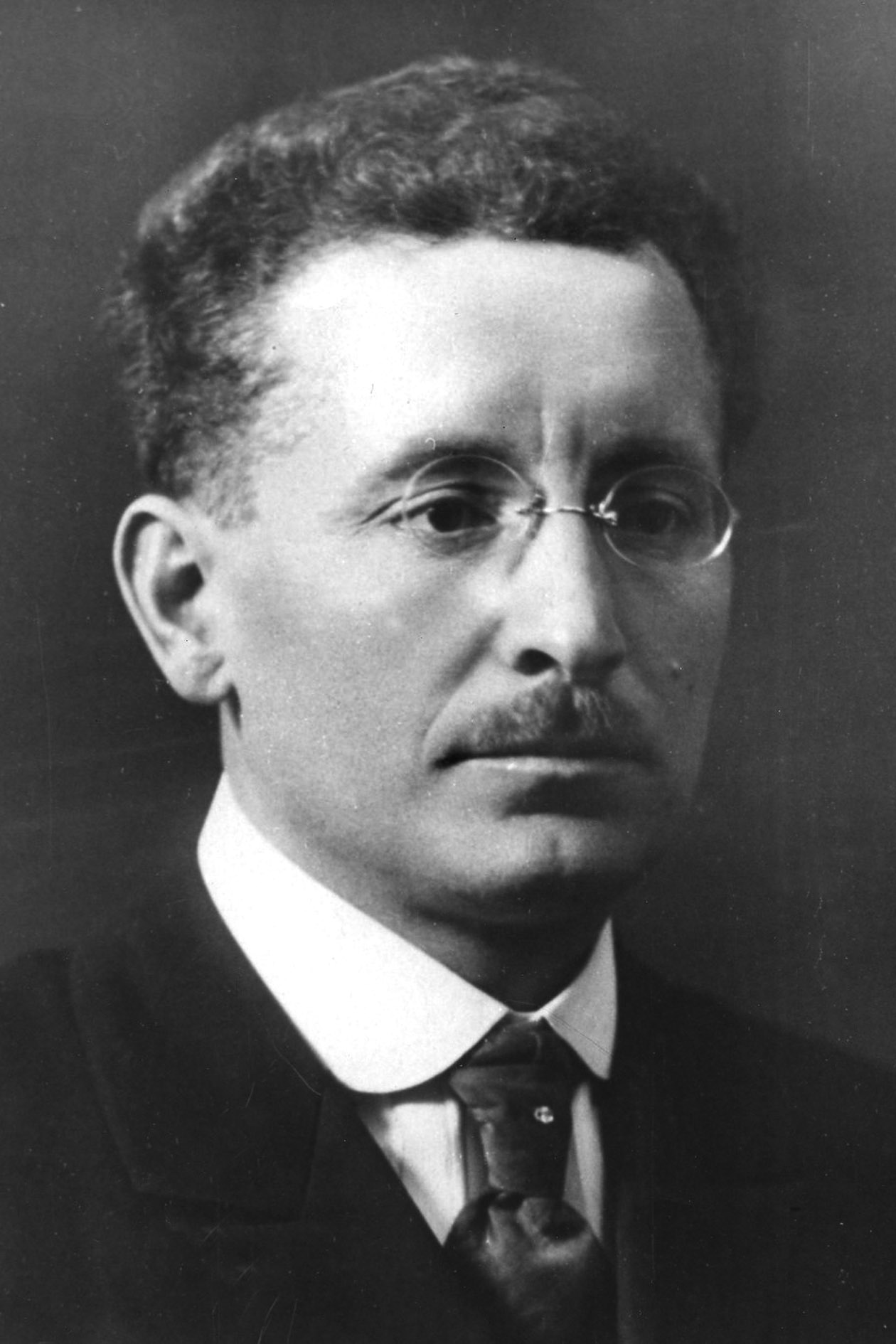
Juhan Kartau (undatierte Aufnahme)

Juhan Kartau (* 12. Augustjul. / 24. August 1883greg. auf dem Bauernhof Leokese, Gemeinde Uderna, Gouvernement Livland; † 24. Januar 1964 in Jundiaí, Brasilien) war ein estnischer Politiker, Unternehmer und Chorleiter.

## Frühe Jahre
Juhan (auch Johannes) Kartau wurde als Sohn der Landwirte Jüri (1850–1903) und Ann Kartau (1851–1933) im heutigen Südestland geboren. Er besuchte die Ministerialschule in Uderna (heute Landgemeinde Rõngu im Kreis Tartu). 1904 schloss er das Lehrerseminar in Tartu (damals Jurjew) ab. In der russischen Hauptstadt Sankt Petersburg legte er sein Abitur als Externer ab.
1914 schrieb sich Juhan Kartau an der Fakultät für Physik und Mathematik der Universität Sankt Petersburg ein. Sein Studium blieb aufgrund der Kriegsereignisse unbeendet. Von der russischen Polizei repressiert lebte er während des Ersten Weltkriegs einige Zeit in Wologda, auf der Krim und im Kaukasus. Kartau war als Lehrer in Estland und Sankt Petersburg tätig, bevor er 1917 nach Estland übersiedelte.

## Politiker und Unternehmer
Kartau schloss sich politisch der Estnischen Sozialdemokratischen Arbeiterpartei (Eesti Sotsiaaldemokraatlik Tööliste Partei) an. Nach der Ausrufung der staatlichen Unabhängigkeit der Republik Estland wurde er 1919 in die Verfassungsgebende Versammlung (Asutav Kogu) gewählt. In der Regierung des sozialdemokratischen Ministerpräsidenten Otto Strandman bekleidete Kartau von Mai bis November 1919 das Amt des Bildungsministers.
Von 1920 bis 1928 war Kartau, der neben Estnisch fast muttersprachliches Russisch sprach, Vorsitzender der Estnischen Kontroll-Optierungskommission (Eesti Kontroll-Opteerimiskomisjon) in Moskau, die sich mit Staatsangehörigkeitsfragen der ca. 200.000 ethnischen Esten befasste, die in der Sowjetunion lebten und nach Artikel 4 des Friedensvertrags von Tartu für die estnische Staatsangehörigkeit optieren konnten. Gleichzeitig beschäftigte er sich mit der Grenzziehung zwischen den beiden neu gegründeten Republiken Estland und Lettland, für die 1920 eine zwischenstaatliche Kommission ins Leben gerufen worden war.
Neben seiner politischen Tätigkeit war Kartau auch als Unternehmer aktiv. In Tallinn gründete er eine Nudelfabrik und war Miteigentümer eines Zündholzunternehmens.

## Auswanderung nach Brasilien
1927 verkaufte Kartau seine Geschäftsanteile in Estland und wanderte – wie nicht wenige Esten in den 1920er Jahren – nach Brasilien aus, wo er landwirtschaftlichen Grund und Boden erwarb. Ein Jahr später folgten ihm seine estnische Ehefrau Alide (geb. Tarikas, 1894–1978) und die achtjährige Tochter Lidia (1920–2010) nach.
Kartau musste jedoch bald seine Tätigkeit als Landwirt in dem fremden Klima aufgeben. Er war anschließend mehr als drei Jahrzehnte als Wirtschaftsdirektor der brasilianischen Eisenbahnvereinigung tätig, engagierte sich für Bildungsfragen und war als Chorleiter aktiv. In Brasilien gründete er 1939 einen Chor, dem er 25 Jahre lang vorstand. Kartau war außerdem Redakteur der von 1934 bis 1936 in São Paulo erschienenen estnischsprachigen Zeitschrift Meie Kodu („Unser Heim“), die sich an Esten richtete, die nach Lateinamerika ausgewandert waren.
Juhan Kartau starb 1964 in Jundiaí. Dort ist heute aufgrund seiner Verdienste als Chorleiter die Rua Maestro Juhan Kartau nach ihm benannt.